# Französisch-spanische Beziehungen
Die französisch-spanischen Beziehungen bezeichnen die bilateralen Beziehungen zwischen Frankreich und Spanien. Beide Länder haben eine lange gemeinsame Grenze, die durch die Pyrenäen führt, mit Ausnahme eines Abschnitts, der von Andorra unterbrochen wird. Als zwei der mächtigsten Königreiche der frühen Neuzeit lieferten sich Frankreich und Spanien nach der Einigung Spaniens 1469 einen Machtwettbewerb in Europa und Amerika. Die Unterzeichnung des Pyrenäenvertrags im Jahr 1659 beendete einen 24-jährigen Krieg (den französisch-spanischen Krieg), welcher den Beginn einer französischen Vorherrschaft in Kontinentaleuropa markierte. Durch die Intervention im Spanischen Erbfolgekrieg (1701–1714) konnten die Franzosen die Bourbonen auf dem spanischen Thron installieren, die bis heute die Monarchen Spaniens stellen. Knapp hundert Jahre später konnte während der Napoleonische Kriege auf der Iberischen Halbinsel (1807–1814) ein Volksaufstand der Spanier mit ausländischer Unterstützung die französischen Truppen aus dem Land vertreiben. Bis zum Ende der Herrschaft von Francisco Franco 1975 blieben die Beziehungen eher distanziert. 1986 trat Spanien der Europäischen Gemeinschaft bei und der wirtschaftliche, touristische und kulturelle Austausch konnte dadurch deutlich intensiviert werden. Im 21. Jahrhundert bestehen zwischen beiden Ländern freundschaftliche Beziehungen.
Frankreich und Spanien sind gemeinsam Mitgliedsstaaten in u. a. der NATO, der EU, der Eurozone, der OECD, der OSZE und der Lateinischen Union. Innerhalb der EU kooperieren beide Länder auch eng als Teil der EU-Südstaaten und der Mittelmeerunion.

## Geschichte

### Frühe Beziehungen
Die Iberische Halbinsel (Hispania) und Frankreich (Gallien) waren beide Teil des Römischen Reiches und sowohl Spanisch als auch das Französische sind auf dem Lateinischen beruhende romanische Sprachen. Mit dem Untergang Roms trennten sich die Entwicklungsgeschichten beider Gebiete und Spanien gelangte ab dem 8. Jahrhundert unter islamischen Einfluss. Die weitere Expansion der Muslime nach Westen konnte 732 durch den Sieg der Franken bei der Schlacht von Tours und Poitiers aufgehalten werden. Die Spanische Mark bildete die Grenzregion zwischen dem muslimisch beherrschten Iberien und dem Frankenreich. Das Königreich Navarra bestand neben der Grafschaft Barcelona und weiteren Grafschaften unter fränkischem Schutz. 1234 gelangte das Haus Blois in Navarra auf den Thron, was die enge Anbindung an das Königreich Frankreich unterstrich. Während Barcelona von Frankreich unabhängig und in die Krone von Aragonien integriert war, blieb es rechtlich gesehen eine französische Grafschaft. Diese Situation führte zu zahlreichen territorialen Konflikten zwischen den Iberern und Frankreich um die Kontrolle des heutigen Südfrankreichs und Nordspaniens (der Albigenserkreuzzug und Aragonesische Kreuzzug von Philipp III. im 13. Jahrhundert sind bekannte Beispiele) und spielte eine wichtige politische Rolle für die späteren Aufstände in Katalonien im 17. Jahrhundert.

### Nach der Einigung Spaniens

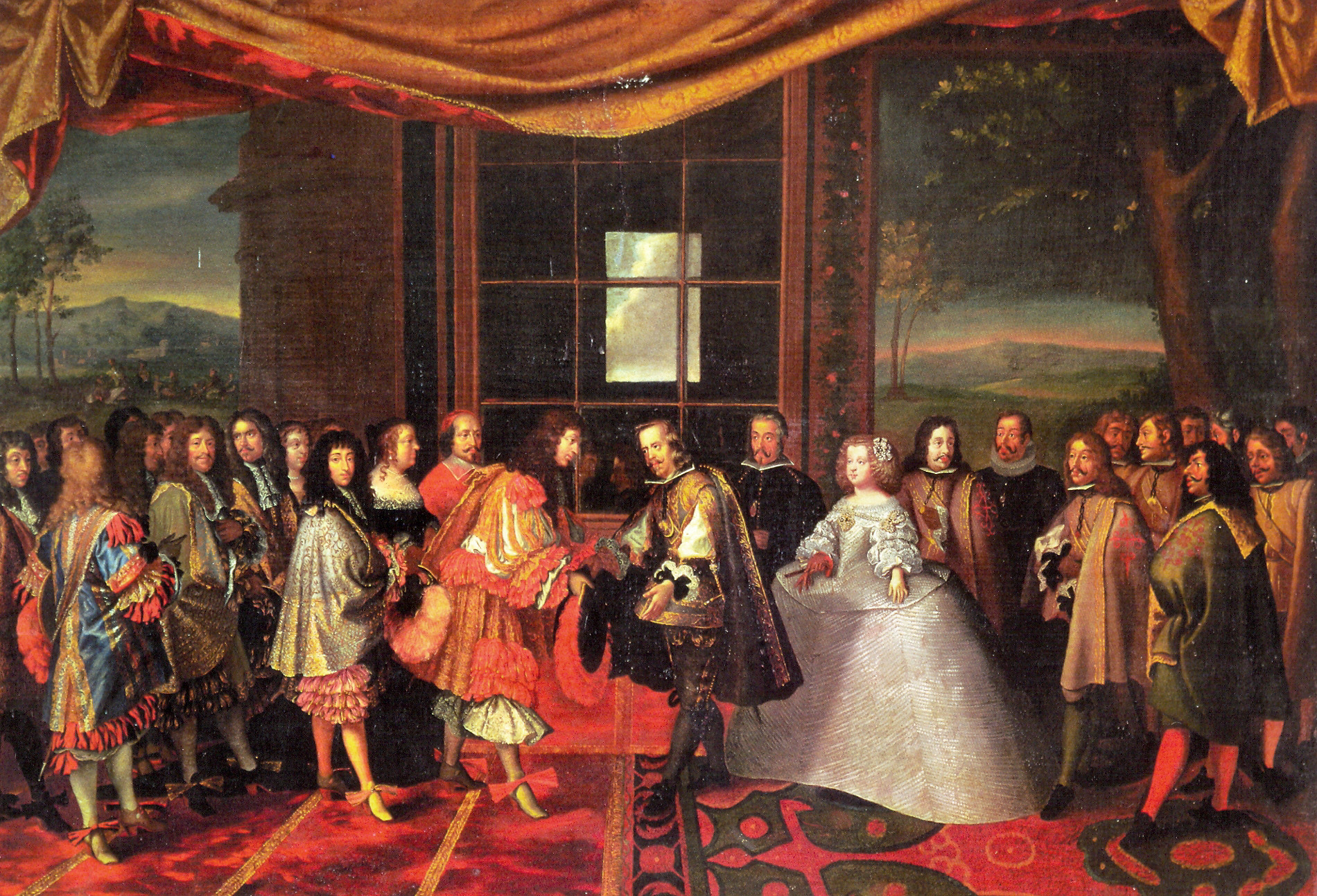
Ludwig XIV. von Frankreich und Philipp IV. von Spanien unterzeichnen den Pyrenäenvertrag (1659)

Die Personalunion der Königreiche Kastilien und Aragonien 1469 ließ ein mächtiges vereinigtes Katholisches Königreich entstehen, welches 1492 die Reconquista vollenden konnte und die letzten muslimisch beherrschten Teile der iberischen Halbinsel zurückeroberte. Nach der Entdeckung Amerikas wurden beide Staaten Kolonialmächte in Amerika. Nachdem die Habsburger 1504 den spanischen Thron erklommen hatten, lieferten sich beide Königreiche als europäische Großmächte einen Machtwettbewerb in Europa und Übersee, der zu zahlreichen Konflikten zwischen beiden Reichen führte (siehe Habsburgisch-französischer Gegensatz).
Der französisch-spanische Krieg brach 1635 aus, als der französische König Ludwig XIII. sich dadurch bedroht fühlte, dass sein gesamtes Königreich an habsburgische Gebiete, einschließlich Spanien, grenzte. Im Jahr 1659 beendete der Pyrenäenvertrag den Krieg und trat die katalanischen Grafschaften Roussillon und Cerdanya an Frankreich ab, die das Fürstentum Katalonien bei einem Aufstand gegen die spanische Krone unterstützt hatten. Westflandern, das in etwa dem heutigen französischen Departement Nord entspricht, wurde ebenfalls abgetreten. Der Vertrag wurde auf der Fasaneninsel unterzeichnet, einer unbewohnten und unbewirtschafteten Insel im Fluss Bidasoa zwischen der französischen Gemeinde Hendaye und der spanischen Gemeinde Irun. Beide Staaten teilen sich seitdem für jeweils sechs Monate im Jahr die Hoheit über die Insel. Die spanische Niederlage gegen Frankreich leitete den machtpolitischen Niedergang Spaniens ein. Nach der Niederlage Philipps IV. von Spanien wurde Maria Teresa, Infantin von Spanien, mit dem französischen König Ludwig XIV. verheiratet. Im Jahre 1668 musste Spanien im Frieden von Aachen erneut Gebiete der Spanischen Niederlande an Frankreich abtreten.

Abbildung der Erschießung spanischer Aufständischer durch französische Soldaten während der napoleonischen Kriege (1808)

Nach dem Tod des letzten habsburgischen Königs von Spanien, Karl II., erhob das französische Haus der Bourbonen unter der Führung von Ludwig XIV. 1701 Anspruch auf den spanischen Thron. Designierter Erbe der Bourbonen war Philipp von Anjou, ein Enkel Ludwigs. Sein Rivale, Erzherzog Karl, wurde von der Haager Großen Allianz unterstützt, zu deren wichtigsten Mitgliedern das Heilige Römische Reich, die Niederländische Republik und Großbritannien gehörten. Der Krieg endete damit, dass die Allianz den Bourbonen Philipp als König von Spanien anerkennen musste. Der Sieg der Franzosen war ein deutlicher machtpolitischer Sieg, sie mussten als Kompromiss allerdings auf eine französisch-spanische Doppelmonarchie verzichten, sodass Spanien als eigenständiges, aber durch weitere Territorialverluste geschwächtes Königreich bestehen blieb.
Das revolutionäre Frankreich und das bourbonische Spanien unterzeichneten 1796 den Vertrag von San Ildefonso als Teil ihrer gemeinsamen Opposition gegen Großbritannien. Nach der Niederlage in der Schlacht von Trafalgar 1805 verschlechterten sich die Beziehungen, und 1808 marschierte der französische Kaiser Napoleon in Spanien ein und ernannte seinen Bruder Joseph zum König von Spanien. Die Spanier führten den ersten Guerillakrieg gegen die Besatzer und die Briten unter Arthur Wellesley, 1. Duke of Wellington vertrieben die Franzosen 1813 nach der Schlacht von Vitoria aus Spanien. Der Bourbonenkönig Ferdinand VII. war von Napoleon eingekerkert worden, blieb aber von Napoleons Gegnern als spanischer Monarch anerkannt. Nach der Niederlage der Franzosen kehrte er 1813 auf den Thron zurück.
Im Jahr 1820 führte ein Militäraufstand in Spanien dazu, dass eine liberale Regierung, die Trienio Liberale, an die Macht kam. Zwei Jahre später bat Ferdinand VII. die europäischen Monarchen, ihm bei der Wiederherstellung seiner Macht zu helfen, woraufhin das restaurierte Königreich Frankreich 60.000 Soldaten entsandte, die die liberale Regierung stürzten und Ferdinand wieder als absoluten Monarchen einsetzten.

### Seit dem 20. Jahrhundert
Zu Beginn des 20. Jahrhunderts kooperierten beide Länder bei der Aufteilung Marokkos. 1907 wurde das Abkommen von Cartagena als Übereinkunft zwischen Spanien, Großbritannien und Frankreich geschlossen, wodurch sich Spanien der Entente cordiale annäherte. Durch den Vertrag von Fès entstanden 1912 Spanisch-Marokko und Französisch-Marokko als Protektorate. Im Ersten Weltkrieg (1914–1918) blieben die Spanier eine neutrale Macht.

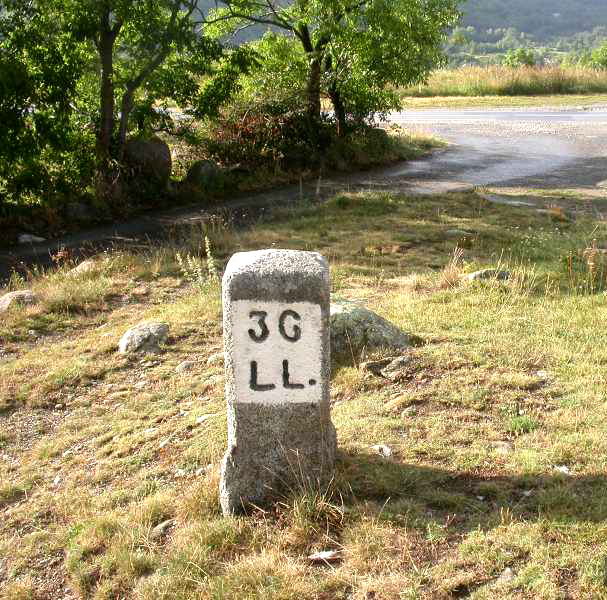
Grenzstein zwischen der Exklave Llívia und Frankreich

Als die nationalistischen Truppen von General Francisco Franco am Ende des Spanischen Bürgerkriegs 1939 den Sieg davontrugen, wurde diskutiert, ob Llívia, eine kleine spanische Exklave, die in Frankreich liegt, zum Rückzugsort der besiegten Republikanischen Armee werden sollte. Schließlich erlaubten die französischen Behörden den Nationalisten, Llívia zu besetzen. Frankreich, das die spanischen Republikaner während des Bürgerkriegs zögerlich unterstützt hatte, musste seine Außenpolitik gegenüber Spanien angesichts des Sieges der Nationalisten neu ausrichten. Am 25. Februar 1939 unterzeichneten Frankreich und das franquistische Spanien das Bérard-Jordana-Abkommen, in dem Frankreich die Franco-Regierung als rechtmäßige Regierung Spaniens anerkannte und sich bereit erklärte, spanisches Eigentum verschiedener Art (u. a. Waffen und Munition, Kunst und Goldreserven), das sich zuvor im Besitz der Republikaner befand, an die Nationalisten zurückzugeben. Knapp eine halbe Million Spanier waren vor Krieg und Verfolgung nach Frankreich geflüchtet. Sie wurden daraufhin interniert und zahlreiche Flüchtlinge starben an Erschöpfung, Hunger oder durch Suizid. Nur knapp 150.000 durften im Land bleiben, zwei Drittel wurden zurück nach Spanien abgeschoben. Philippe Pétain, der spätere Führer des Vichy-Regimes während der deutschen Besatzung Frankreichs, wurde französischer Botschafter bei der neuen spanischen Regierung. Spanien untergrub später den Geist des Bérard-Jordana-Abkommens, als der spanische Beitritt zum Antikominternpakt und die anschließende Angleichung an die deutschen und italienischen Faschisten trotz des Versprechens einer kooperativen Politik in diesem Gebiet zu einer militärischen Aufrüstung in der Kolonie Marokko führte. Während des Zweiten Weltkriegs blieb Spanien unter Franco neutral, kooperierte allerdings mit den Achsenmächten.
Mit der Wiederherstellung der französischen Regierung 1944 veränderten sich die Beziehungen zwischen Spanien und Frankreich erneut stark. Spanische Kommunisten im Exil waren von Frankreich aus über das Val d’Aran nach Nordspanien eingedrungen, wurden jedoch von Francos Armee und Polizei zurückgeschlagen. Nach der Hinrichtung des kommunistischen Guerillas Cristino García in Spanien wurde die Grenze zwischen Frankreich und Spanien am 1. März 1946 auf unbestimmte Zeit geschlossen. Einige Tage nach der Grenzschließung gab Frankreich eine diplomatische Note an die Vereinigten Staaten und Großbritannien heraus, in der es zur Bildung einer neuen provisorischen Regierung in Madrid aufrief. Die ehemals engen Beziehungen Spaniens zu Italien und NS-Deutschland führten zu Misstrauen und Anschuldigungen vonseiten der Franzosen. Dem Franco-Regime wurde vorgeworfen im Geheimen Faschisten zu verstecken. Einige Nazis und französische Kollaborateure flohen nach Kriegsende ins franquistische Spanien, darunter Pierre Laval, der im Juli 1945 an die Alliierten ausgeliefert wurde. Mit dem Beginn des Kalten Krieges verbesserten sich die Beziehungen allmählich. Im Februar 1948 wurde die Pyrenäengrenze wieder geöffnet. Einige Monate später unterzeichnete Frankreich (zusammen mit Großbritannien) ein Handelsabkommen mit der Franco-Regierung. Die Beziehungen verbesserten sich 1950 weiter, als die französische Regierung aus Sorge vor internationaler Subversion die Kommunistische Partei Spaniens zwang, Frankreich zu verlassen.

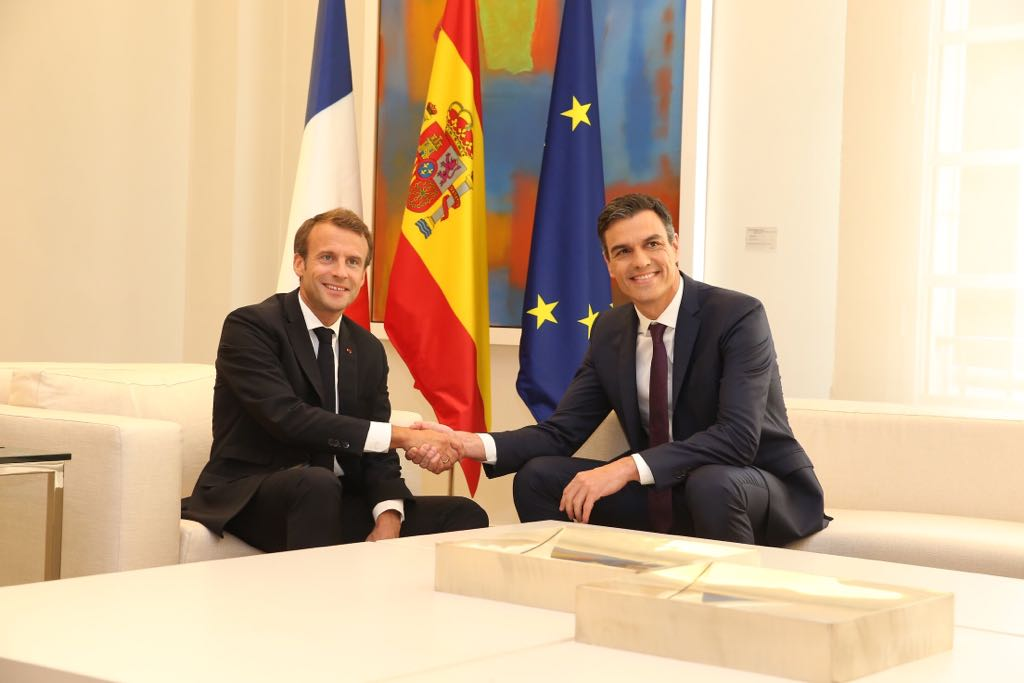
Emmanuel Macron und Pedro Sánchez (2018)

Mit der erneute Machtübernahme von Charles de Gaulle 1958 wurden die französisch-spanischen Beziehungen wieder angespannter, insbesondere als der französische Rebellengeneral Raoul Salan 1960–61 sechs Monate lang bei den Falangisten in Spanien Zuflucht fand. Nichtsdestotrotz wurden engere Handelsbeziehungen geknüpft, und der französische Finanzminister besuchte Madrid im April 1963, um einen neuen Handelsvertrag abzuschließen. Die aggressive Rhetorik, die sowohl Franco als auch de Gaulle gegeneinander anwandten, belastete jedoch die Beziehungen zwischen den Ländern. Während Spanien die radikale Organisation de l’armée secrète (OAS) unterstützte, tolerierte Frankreich, dass die baskische Terrororganisation Euskadi Ta Askatasuna (ETA) das französische Baskenland (Le Sanctuaire) als Zufluchtsort und Operationsbasis nutzte.
Die Beziehungen verbesserten sich ab dem Tod des Diktators Francisco Franco 1975 und der beginnenden Demokratisierung und Transición deutlich. Der Beitritt Spaniens zur Europäischen Gemeinschaft in den 1980er Jahren ermögliche einen verstärkten touristischen und wirtschaftlichen Austausch an der gemeinsamen Grenze. 1983 fand in La Celle-Saint-Cloud das erste von 14 Arbeitstreffen bis 1995 statt. Im Juni 1984 folgte in Madrid die Unterzeichnung der Verträge von Castellana durch José Barrionuevo und Gaston Defferre. Frankreich begann mit Spanien gegen die ETA zu kooperieren. Die Gesamtheit des Vertragswerks wurde abschließend von König Juan Carlos im Juli 1985 in Paris unterzeichnet.
Innerhalb der EU kooperierten beide Staaten und 2016 folgte das erste Gipfeltreffen der EU-Südstaaten, eine informelle Gruppe, welche 2013 als Reaktion auf die Eurokrise gebildet worden war. Am 19. Januar 2023 unterzeichneten der spanische Premierminister Pedro Sánchez und der französische Präsident Emmanuel Macron einen Freundschaftsvertrag zwischen beiden Ländern. Spanien war nach Deutschland (1963) und Italien (2021) das dritte Land, mit dem Frankreich einen solchen Vertrag abschloss.

## Kulturbeziehungen
Zwischen beiden Ländern bestehen enge kulturelle Beziehungen, welche eine lange Geschichte aufweisen. In den Goldenen Zwanzigern war Frankreich Schauplatz großer Kunstausstellungen, an denen berühmte spanische Künstler wie Joan Miró, Joaquín Sorolla, Pablo Picasso oder Salvador Dalí teilnahmen. Die Wirren des Bürgerkriegs in den 1930er Jahren führten dazu, dass zahlreiche spanische Künstler und Intellektuelle nach Frankreich flüchteten. Dem spanischen Künstler Pablo Picasso, in der französischen Hauptstadt Paris lebend, wurde kurz nach der Machtübernahme durch Franco die Einbürgerung in Frankreich verweigert, er blieb jedoch bis zu seinem Tod 1973 in Paris.
Im Rahmen eines Abkommens über die doppelte Staatsbürgerschaft können Franzosen und Spanier die Staatsbürgerschaft erwerben, ohne ihre Staatsangehörigkeit aufzugeben. Frankreich ist das erste Land außerhalb des iberoamerikanischen Raums, mit dem Spanien ein derartiges Abkommen unterzeichnet hat. 2016 lebten knapp 120.000 Franzosen in Spanien. In Frankreich leben knapp 300.000 in Spanien geborene Personen und zahlreiche weitere Personen mit spanischer Abstammung.
Außerdem ist Französisch nach Englisch die am zweithäufigsten gelernte Fremdsprache in Spanien, während Spanisch die zweithäufigste Fremdsprache in Frankreich ist. In Spanien gibt es über 20 französische Schulen und zahlreiche Ableger des Institut français. Die Casa de Velázquez besteht als französische Kulturvertretung in Madrid. Beide Länder haben zahlreiche Abkommen im Bereich der Forschung, Kultur und Bildung abgeschlossen und der wissenschaftliche und universitäre Austausch ist deshalb sehr eng.
Die Sprachen Katalanisch und Baskisch werden aufgrund der historisch bedingten Teilung der baskischen und katalanischen Sprachgebiete auf beiden Seiten der Grenze gesprochen. Dies gilt auch für die Okzitanische Sprache.

## Wirtschaftsbeziehungen
Die beiden Länder gehören für das andere jeweils zu den wichtigsten Wirtschafts- und Handelspartnern. Beide Länder gehören der Eurozone an und es besteht freier Waren-, Kapital- und Personenverkehr. 2019 lag das bilaterale Handelsvolumen bei über 74 Milliarden Euro. Spanien war für Frankreich damit der zweitgrößte Absatzmarkt. Nach der Russischer Invasion der Ukraine 2022 vereinbarten beide Länder eine engere Partnerschaft im Bereich der Energieversorgung, darunter dem Bau einer Pipeline für den Transport von Wasserstoff zwischen beiden Ländern. Bei der Unterzeichnung eines bilateralen Freundschaftsabkommens 2023 wurde auch die Verwirklichung gemeinsamer Rüstungsprojekte und ein Ausbau der Zugverbindungen zwischen beiden Ländern beschlossen.

## Diplomatische Standorte
- Frankreich hat eine Botschaft in Madrid und Generalkonsulate in Barcelona, Bilbao und Sevilla.
- Spanien hat eine Botschaft in Paris und Generalkonsulate in Bayonne, Bordeaux, Lyon, Montpellier, Marseille, Pau, Perpignan, Straßburg und Toulouse.

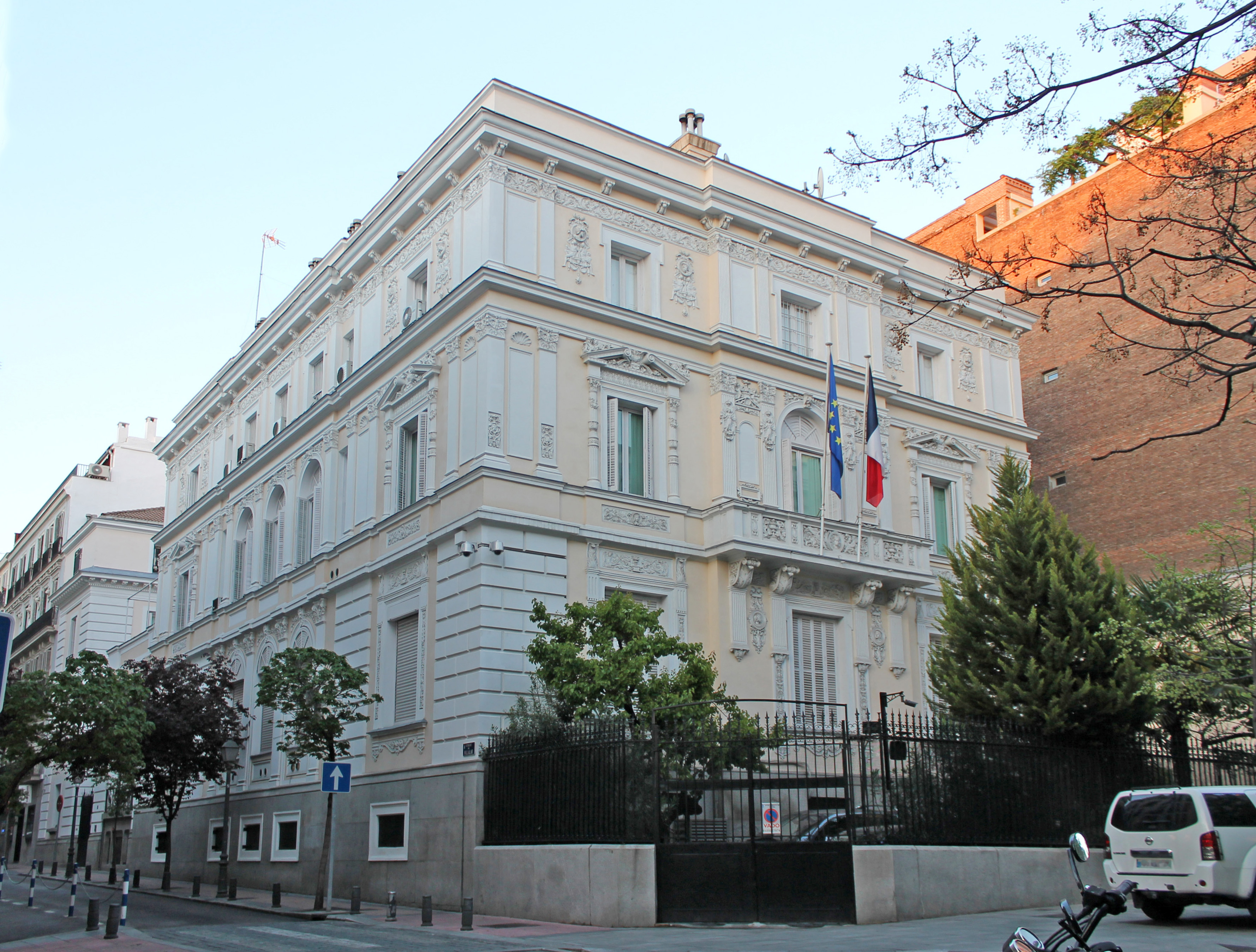
Französische Botschaft in Madrid
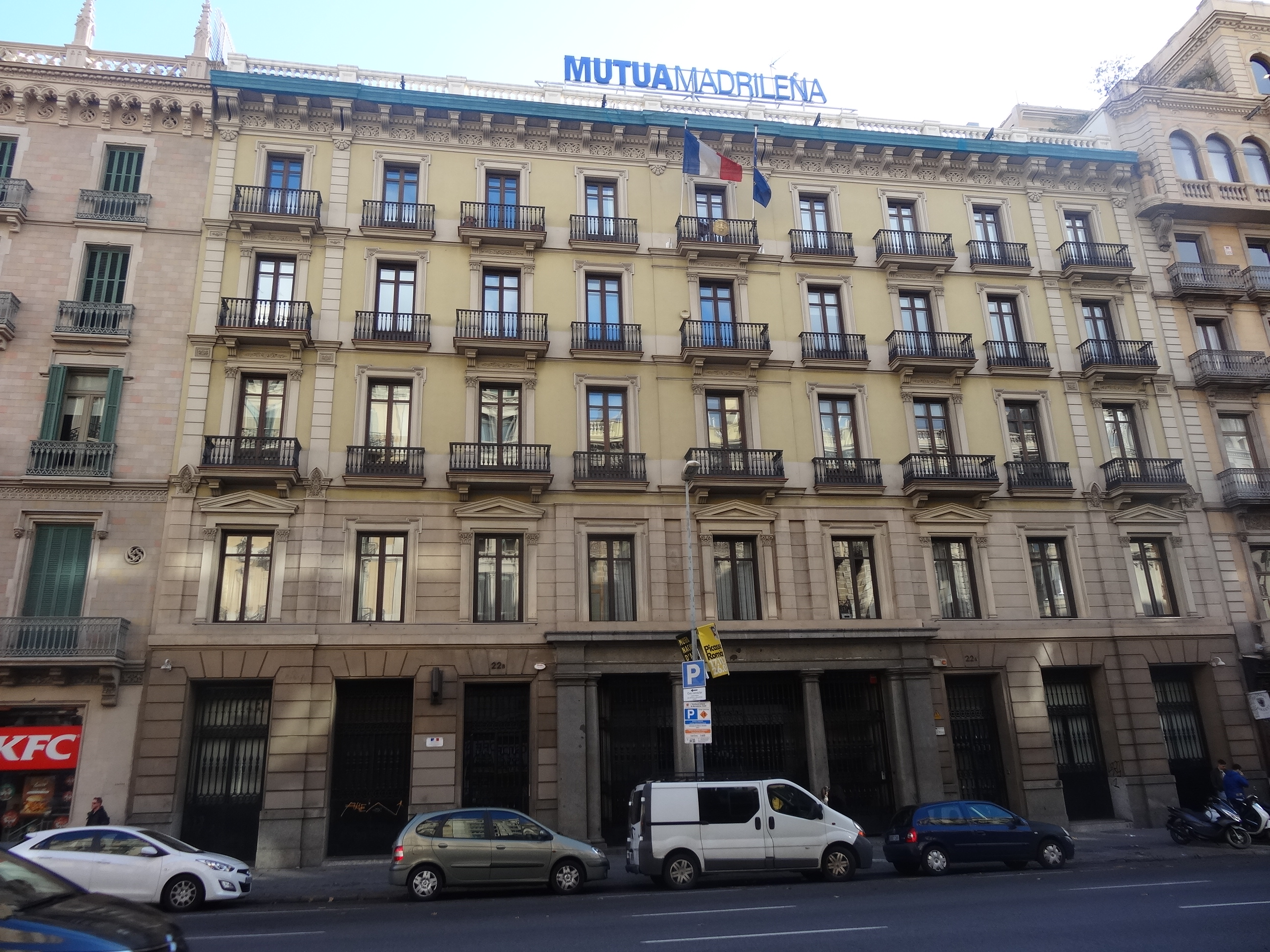
Französisches Generalkonsulat in Barcelona
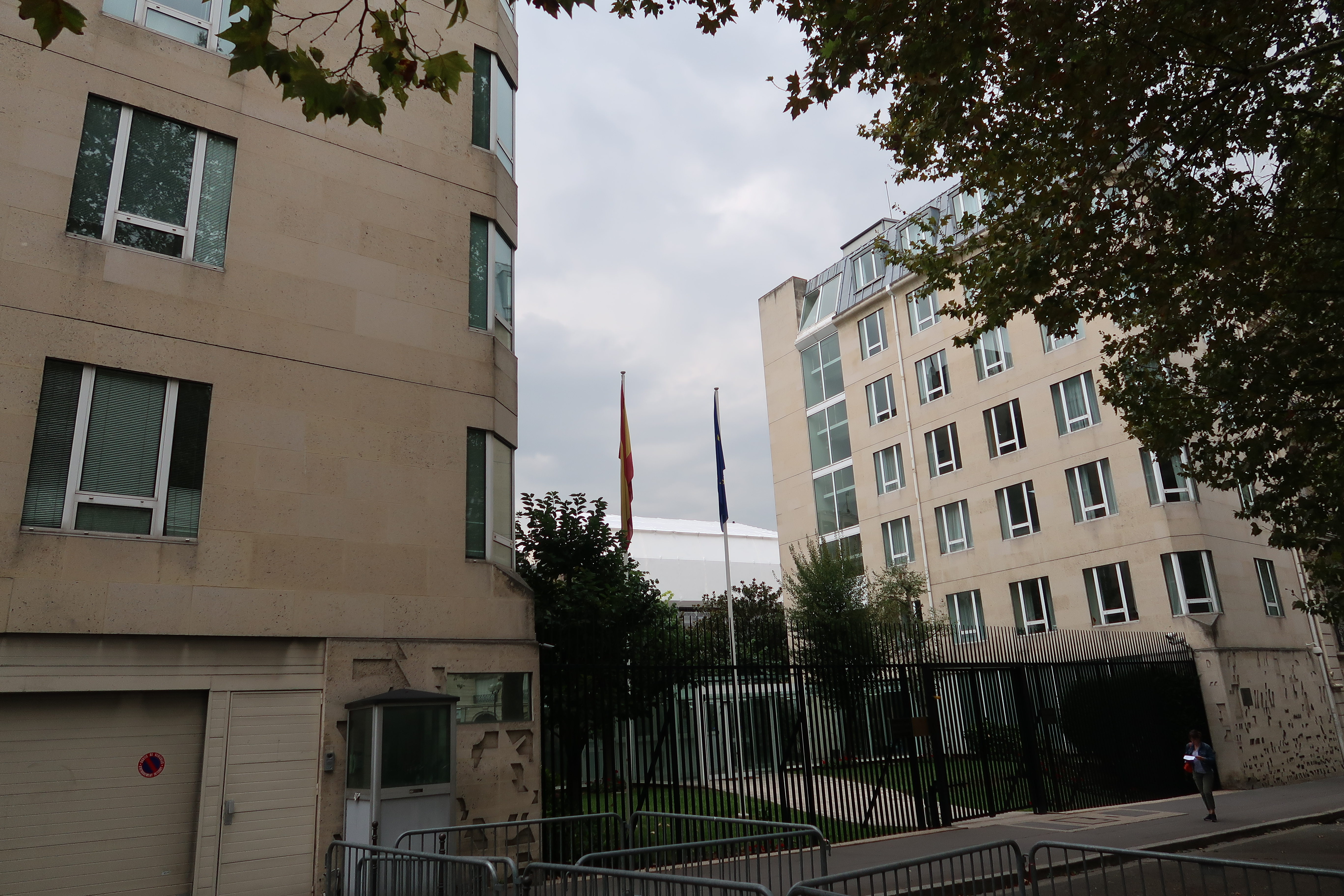
Spanische Botschaft in Paris
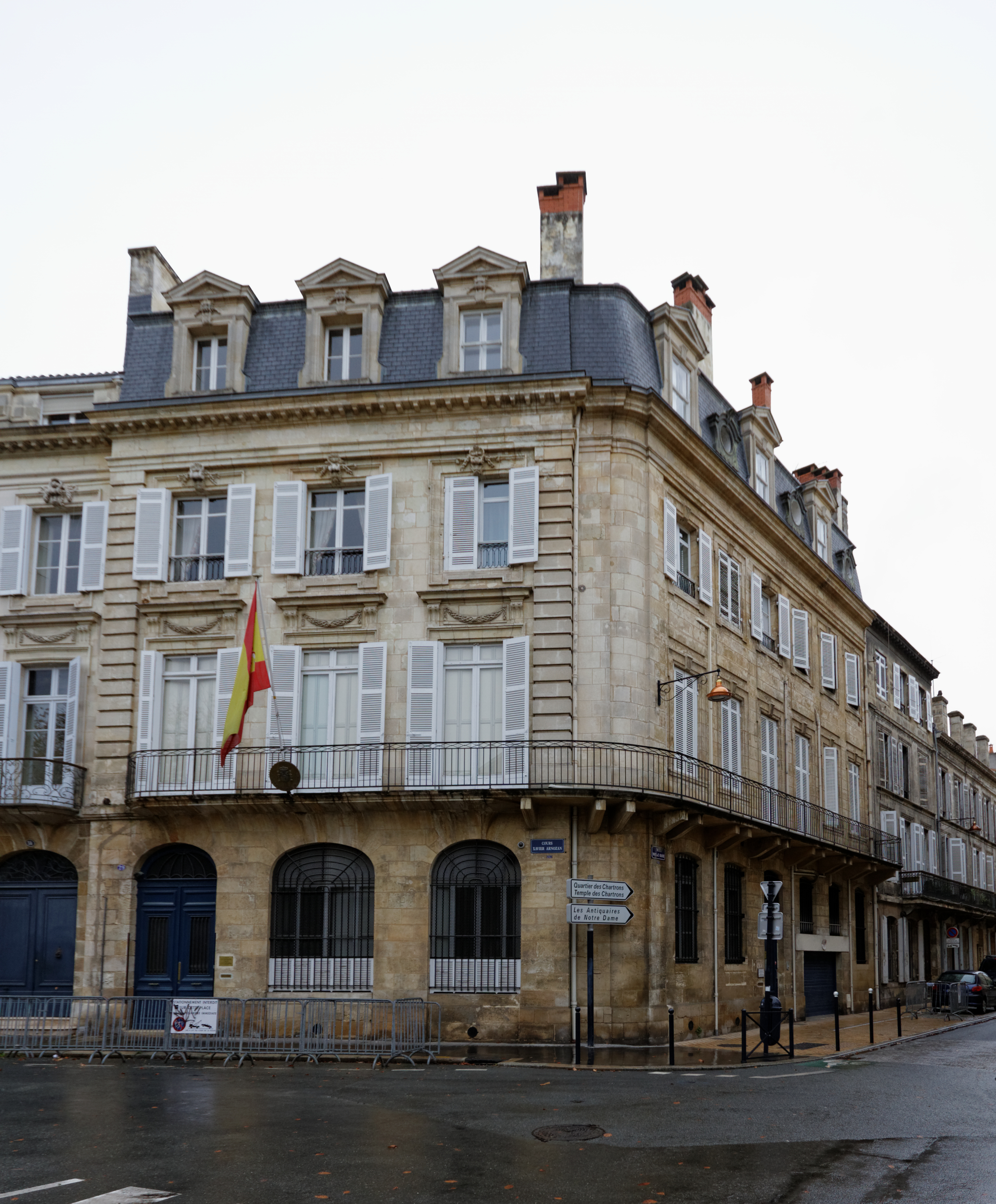
Spanisches Generalkonsulat in Bordeaux
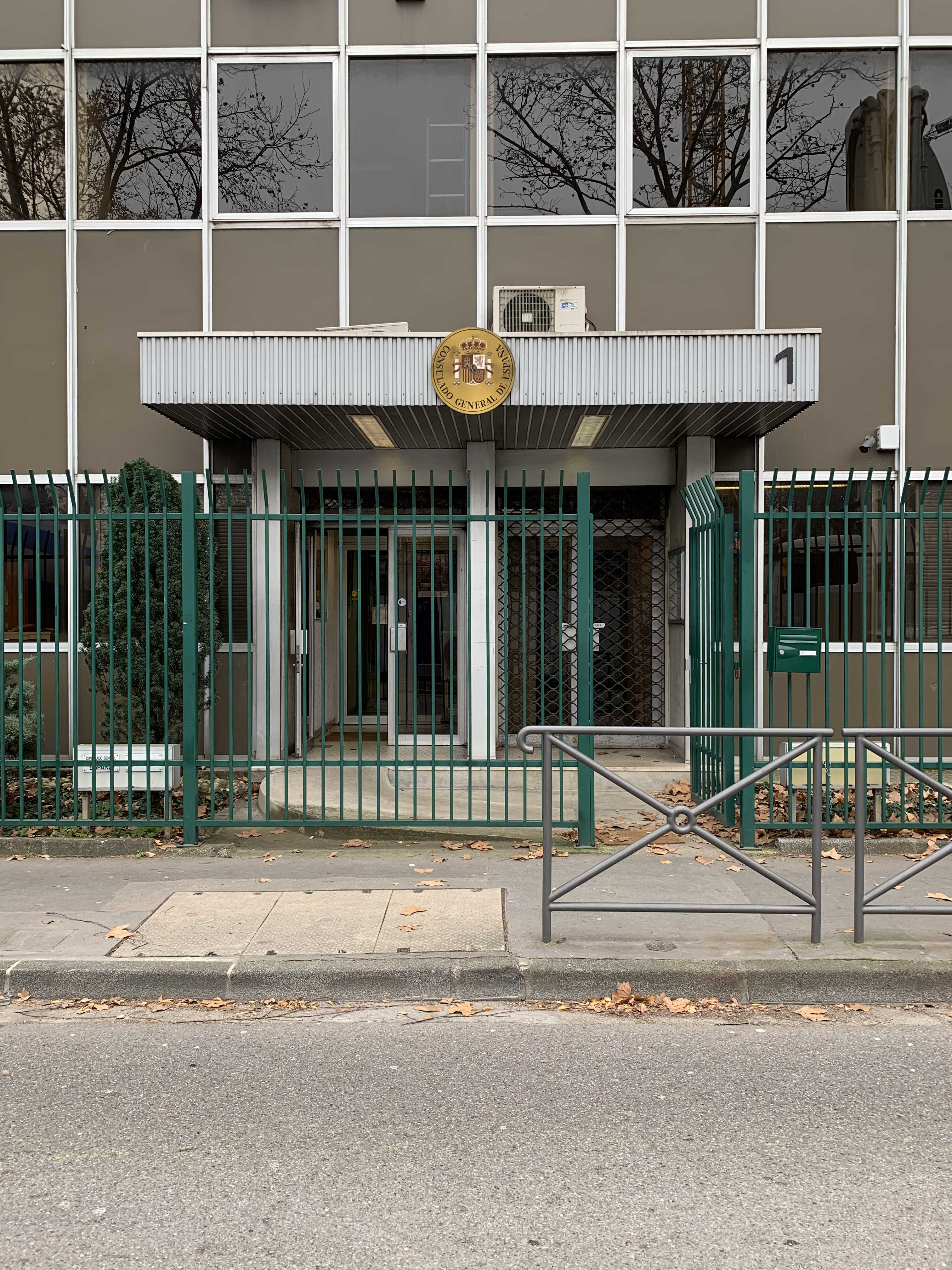
Spanisches Generalkonsulat in Lyon
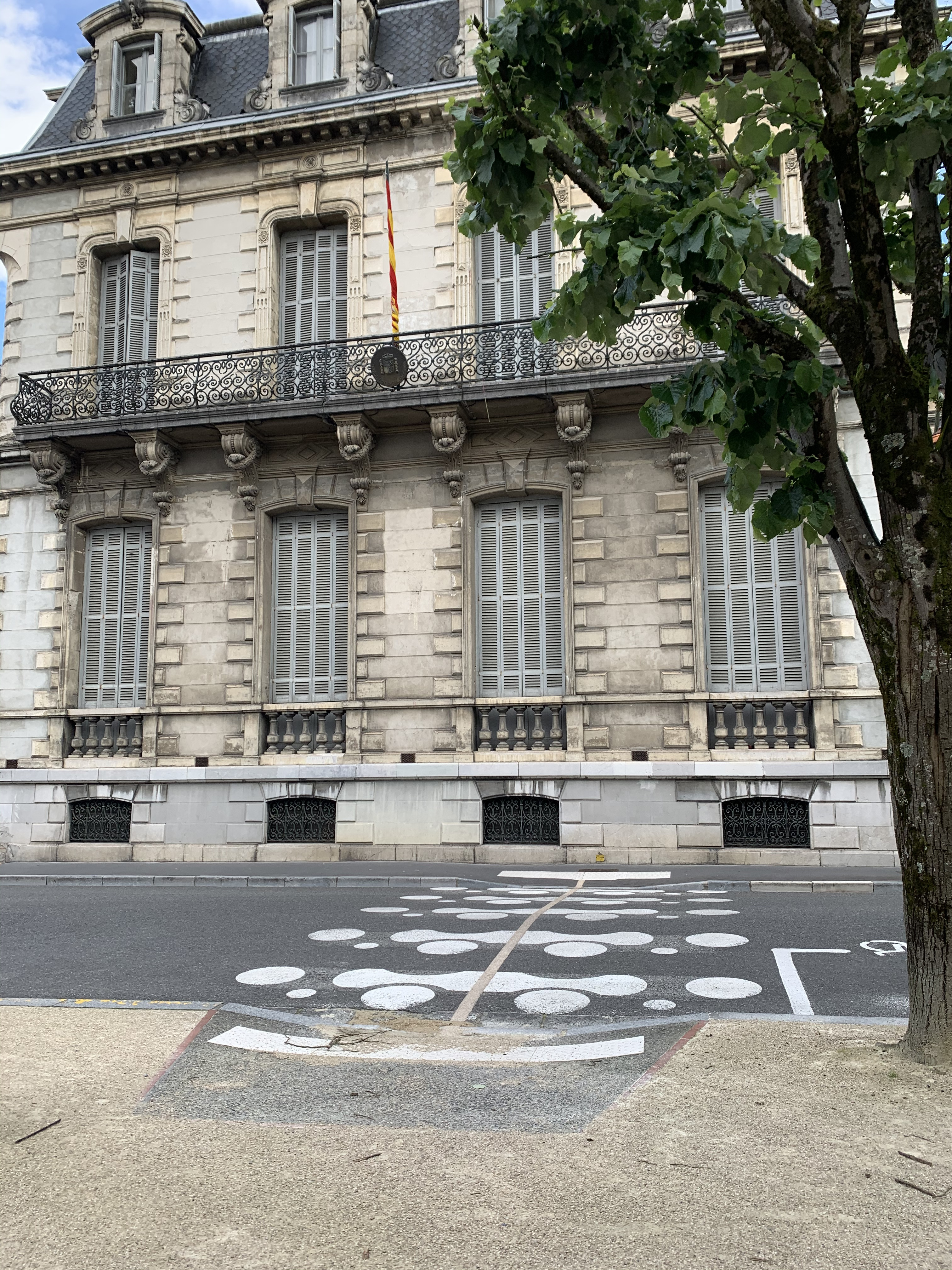
Spanisches Generalkonsulat in Pau